# Naturalistisk fejlslutning
 Der er for få eller ingen kildehenvisninger i denne artikel, hvilket er et problem. Du kan hjælpe ved at angive troværdige kilder til de påstande, som fremføres i artiklen.

Den naturalistiske fejlslutning går ud på, at man slutter fra deskriptive udsagn til normative udsagn. Det vil sige, at man ser på hvordan noget er, og deraf udleder at det så også bør være sådan.
I meta-etik, blev er/bør problemet først formuleret af David Hume (skotsk filosof og historiker, 1711–1776), som påpegede at mange forfattere hævdede hvordan noget bør være på grundlag af udsagn om hvad der er. Hume mente dette var en fejlslutning og at man ikke kunne drage normative slutninger fra deskriptive udsagn.